# Vincenzo Petagna

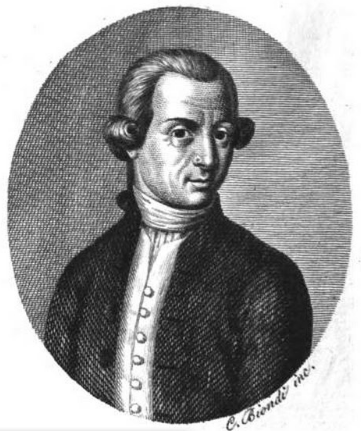

Vincenzo Petagna (* 17. Januar 1734 in Neapel; † 6. Oktober 1810 ebenda)  war ein italienischer Mediziner, Botaniker, Entomologe und Arachnologe. Sein offizielles botanisches Autorenkürzel lautet „Petagna“.

## Leben
Vincenzo Petagna ging zunächst bei den Jesuiten in die Schule und studierte dann Medizin mit dem Laurea-Abschluss 1754. Er reiste 1770 nach Österreich und Deutschland und wandte sich nach der Rückkehr der Naturgeschichte zu, lehrte Botanik als Professor an der Universität und war Direktor des Botanischen Gartens im Kloster Monte Oliveto. Außerdem war er als Arzt Mitglied der Königlichen Gesundheitskommission in Neapel.
Er war Mitglied der Reale Istituto d’Incoraggiamento di Napoli und der Real Società delle Scienze.

## Ehrungen
Die Doldenblütler-Gattung Petagnia Guss. ist ihm zu Ehren benannt. Von Petagna stammt die Erstbeschreibung des Bogenhanfs.

## Schriften
- Vincentii Petagnæ … Institutiones entomologicae, Neapel 1792, Biodiversity Library
- Delle facultà delle piante. Trattato in cui s’espongono le virtù delle piante, tanto di quelle addette all’uso medico, quanto di quelle, che servono ad altri usi nella civile economia, ordinato secondo il sistema sessuale di Linneo. Napoli, Gaetano Raimondi, 1796, Online, Botanischer Garten Neapel
- Specimen insectorum ulterioris Calabriae, Frankfurt 1787, Archive